# إليو كاسترو
إليو كاسترو (بالإسبانية: Elio Castro)‏ (26 يوليو 1988 في المكسيك - ) هو لاعب كرة قدم مكسيكي في مركز الدفاع. لعب مع نادي تيخوانا.

## وصلات خارجية
- إليو كاسترو على موقع قاعدة بيانات كرة القدم.إي يو (الإنجليزية)
- إليو كاسترو على موقع Soccerway.com (الإنجليزية)
- إليو كاسترو على موقع AS.com (الإسبانية)